# 湯起請
湯起請（ゆぎしょう、ゆきしょう）とは、熱湯に係争当事者の手を入れさせ、予後などに基づいて当否を決する神明裁判。湯立（ゆだて）とも呼ばれている。

## 歴史
湯起請の方法は、まず審理を受ける被疑者または当事者双方が、神前で起請文を作成する。その上で、熱湯の中に入った小石を取り出して神棚に安置し、その後当日もしくは数日後に、焼けただれ（これを「失」と称する）の有無を判定する。ただし、当日の他行・不参、石の取り出し及び棚への安置の失敗による取り落としなどがあれば、直ちに「失あり」とされて敗訴となった。なお、両方とも火傷の程度が同じである場合には、双方折半の神意の表れと解された。境相論などの民事的な訴訟で行われた例と、各種犯罪の被疑者に対する刑事裁判として行われた例が存在する。開催場所は神社の境内であることが多く、神子や陰陽師がこれを主催した。
強制的な拘束や拷問などを行わずに「神の意思」の名のもとで当事者の合意を得られる方法として広く行われたが、あくまでも双方の証人・証文などの証拠類を揃えて吟味した結果でも事実の成否が確定できない場合などに限定されていた。また、実際に湯起請を行うと決めるだけで訴訟当事者に心理的圧迫を与えられ、証拠があやふやな当事者の訴訟取下などの早期解決に至らせる間接的な効力も有した。
湯起請の記録は応永23年（1416年）から永禄11年（1568年）にかけての32件（民事訴訟のような紛争解決型9件、犯罪の嫌疑者に対し行う犯人探し型で23件）で、挑戦者62人のうち31人に「失」が認められ敗訴している。ただし一旦無罪となったものの後日再度確認して「失」有りと認められた例などもあり、敗訴者全員が重篤な火傷を負ったわけではない。一定以上の身分の者に対しては湯起請・鉄火起請を行わない不文律があった。
最古の記録に残る湯起請は応永11年（1404年）10月11日に若狭国織田荘で小樟村と大樟村の間で争われたもの（「小樟区有文書」1号『福井県史』資料編5）であるが、この史料については『福井県史』が信憑性に疑義を示している。確実な史料で最古のものは、『教言卿記』応永13年（1406年）7月14日条において山科家中の盗人捜索に用いられたものとなる。湯起請の結果が判明する最古の記録は応永23年（1416年）6月30日に近江国高島郡の音羽荘打下と同国滋賀郡の小松荘との間の山争論で行われたもので、小松荘側が敗れている（「鵜川区有文書」『高島町史』）。『日本書紀』には古代日本で盟神探湯と呼ばれる熱湯に手を入れる神明裁判が行われた記述があるが、700年近くにわたって熱湯裁判に関する記録が確認できないため、両者の関係を肯定する説と否定する説の両方があり定説をみない。
『看聞日記』には永享3年（1431年）6月に、作者である伏見宮貞成親王の荘園だった山城国の伏見荘で窃盗事件が発生した際に湯起請が行われたと記されている。この事件では容疑者と目された内本兵庫が自ら湯起請を提案し、勝訴しているが、彼を疑っていた貞成親王は「神慮もつとも不審」と湯起請の結果に疑念を記しており、当時の人も神明裁判の結果を盲信していた訳ではないことがうかがえる。
室町幕府6代将軍足利義教は湯起請を積極的に採用し、足利義教が将軍職在職中の正長2年（1429年）から嘉吉元年（1441年）の間に、彼の意思によって執行されようとした湯起請は15例にのぼる。ピークは7度の湯起請を行おうとした永享4年・5年（1432・1433年）にかけてであり、三宝院満済、畠山満家ら重臣の意見を無視できなかった政権前期に、「神慮」を持ち出して彼ら多数派の意見を抑え自身の意思を貫徹する手段として用いたとみることができる。永享11年（1439年）の室町幕府の意見書では「湯起請の失の深浅は、牓示姧曲の多少による」とされ、不当な主張をすれば湯起請の結果に反映されるとして境相論の解決法として有効とみなしていた。なお、室町幕府においても湯起請には作法があり、まず神前に当事者、奉行衆・公人などの幕府側、巫女もしくは陰陽師が集まり、巫女のお祓いの後に神前に湯を沸騰させ、予め引かれた籤の順番に当事者の代表各1名（取手）が起請文を書いて焼いた灰を飲み込んだ後に湯中の石を取り上げて神棚に置いた。取手は以後3日間、湯起請が行われた神前（通常は神社）に留めて置かれ、3日目に奉行衆立会いのもとで双方の取手の火傷の調査が行われ、一方に火傷が現れた場合には「失あり」とされ、当該の取手及びその陣営の虚偽とみなされて敗訴、双方に火傷が現れた場合には双方ともに不正ありとして当該物件（境相論の場合は土地）を幕府が収公、反対に双方に火傷が出なかった場合にはいずれも「失なし」として中分による新たな取り決めが結ばされた。当事者の一方が湯起請の呼び出しに3回応じなければ敗訴とする「召文違背」の罪も定められた。
文明5年（1473年）2月に、東寺の鎮守八幡宮に入った盗人の犯人として疑われた五郎次郎が逃亡後、人を介して湯起請を提案している（『東寺廿一口供僧方評定引付』）。これに対し東寺側は湯起請をするまでもないと拒絶しており、窮地に陥った被疑者側が起死回生の手段として湯起請を行おうとした事例といえる。
湯起請の最盛期は15世紀までで、16世紀においても永禄13年（1570年）の近江国の例（『中世法制史料集　第5巻』712号）等いくつかの例が知られる。16世紀以降は湯起請の事例は減り、鉄火起請が盛んに行われるようになる。
江戸時代初期迄、行われていたと考えられている。江戸時代中期になると公儀による訴訟体制の整備や合理的な考え方をする人が増え、湯起請が正しいと考える当事者は少なくなったため、この方法は廃れていった。その一方で湯起請は地域においては水と火の神聖・呪性を重視し、精進潔斎を行って湯を沸かして神に献じて参列した人々も浴びた。生命の再生・浄化と息災を願うという湯立の風習に変化して各種神事に取り入れられるようになった。